# Oblika Zemlje
Oblika Zemlje je bila skozi zgodovino od antike dalje in je v določenem obsegu še vedno predmet mnogih razprav in znanstvenih preučevanj. Danes je za obliko Zemlje glede na naravo preučevanja moč navesti več različnih oblik. Planetova dejanska oblika, poimenovana geoid, ki je približek elipsoida, lasten samo obliki Zemlje, pa tudi kardioid, ki je na severnem tečaju izbočeno, na južnem pa vbočeno telo, veljata za najnatančnejši poimenovanji oblike Zemlje, a za vse namene nista primerni. Zato se za večino kartografskega dela in za druge na matematiko navezane raziskave uporablja oblika referenčnega ali Zemljinega elipsoida, ki ima geoidu enako prostornino, geometrično središče, kratko oziroma vrtilno os ter čim manjšo razliko med vsotama kvadratov razdalj.

## Zgodovina pojmovanja oblike Zemlje
Znano je, da sta asirska in babilonska kultura Zemljo pojmovali kot nepremično ravno ploščo, ki jo podpirajo močni kamniti stebri. Obdajal naj bi jo ocean z vseh strani, preko nje pa je čez vrhove okoliških gora razpeto nebo. Čezenj vsakodnevno v svoji ladji potuje bog Sonca. 
Stare indijske civilizacije so Zemljo obravnavale kot ploščo, slonečo na hrbtu treh slonov, ki naj bi stali na želvi; slednja naj bi plavala po brezkončnem oceanu. Ravno tako je razumljivo, da so kot ravno ploščo, in sicer okroglo, Zemljo pojmovali antični Grki pred prihodom naprednih misli. Ta okrogla ravnina naj bi plavala po morju, na njeni sredini pa naj bi se vzdigovala pobočja Olimpa z bogovi. Nebo pa so si zamišljali kot prevrnjenemu kozarcu podobno stvarnost.

### Zemlja kot krogla
Zamisel o kroglasti obliki Zemlje so po do današnjega časa znanih podatkih prvi razvili antični Grki oziroma njihovi filozofi. Tako je Anaksimander dognal, da bi Zemlja bila valj, ki se nahaja znotraj kroglastega neba. Pitagora s svojimi učenci v Krotonu (današnje italijansko mesto Crotone) pa je že razmišljal, da je krogla najpopolnejše naravno telo in kot tako tudi najprimernejše za obliko Zemlje, drugih nebesnih teles ter neba. Prve stvarne dokaze o takšni obliki Zemlje pa je prispeval Evdoks, ki je menil, da bi oddaljene zvezde v primeru ravne Zemlje videl na vedno istem mestu, tako pa se te premikajo po nebu. Aristotel je trdil, da je Zemlja okrogle oblike zaradi dejstva, da ob Luninem mrku na slednjo pade lokasta senca Zemlje, kakršno lahko vrže le krogla. Da bi zaradi dejstva, da je vsaka mirujoča tekočina izbočena, tudi morje bilo kroglaste oblike, je trdil Arhimed.
Drugi dokazi izhajajo iz raziskovanj mnogih drugih zanesenjakov, tako je denimo znan Plinijev primer, ko je ta opazoval odhajajoče ladje, toneče za obzorje; v primeru ravnine bi se ladja izgubila v točko na obzorju, tako pa je sprva izginil trup, nato pa postopoma jambori. Podobno je bilo z vidika mornarja, ko je ta opazoval bližajoči se svetilnik na obzorju. Kroglasti obliki v prid pa seveda govori več drugih praktičnih dokazov, kot je obzorje okrogle oblike na morski ali drugi obsežni ravnini, kasnejši čas vzhoda, kulminacije in zahoda Sonca pri potovanju na zahod in obratno pri potovanju na vzhod. Dokončno pa je to domnevo potrdila odprava portugalskega pomorščaka Ferdinanda Magellana, ki je med letoma 1519 in 1522 obplula svet s potovanjem le na zahod.

### Zemlja kot elipsoid
Po antičnem obdobju je prišlo do splošnega zatona znanosti, med drugim se je ponovno utrdila zamisel o Zemlji kot ravnini. Raziskave, po katerih je bilo sklepati, da je Zemlja ne le približno okrogle, pač pa nekoliko bolj elipsoidne oblike, so izvedli šele v 17. stoletju. Prvo pomembnejše odkritje je najavil francoski astronom Jean Richer v letih 1672 in 1673; Francoska akademija znanosti ga je zaradi meritev sončne paralakse poslala v Cayenne, glavno mesto Francoske Gvajane, ki leži v bližini ekvatorja na 4°56' s. g. š. Med drugim je tam ugotovil, da njegova ura na nihalo dnevno zaostane za 2,5 minute, zato je tega moral nekoliko skrajšati. Po vrnitvi v Pariz se je pojavil problem v obratni smeri, odpraviti pa ga je bilo moč z vnovičnim podaljšanjem nihala. Po razpravah, kaj je vzrok tega pojava, je najbolj obveljala domneva, da Zemlja nima popolno okrogle oblike, saj so na takšnem telesu vse točke enako oddaljene od središča in se zato sila teže ne more spreminjati. Temu je sledil sklep, da je Zemlja izbočena na ekvatorju in sploščena na svojih tečajih, kar je značilno za elipsoid.
Razlog, da je Zemlja pridobila obliko elipsoida, se skriva v njenem vrtenju. Centrifugalna sila je zaradi vrtenja na ekvatorju razmeroma velika, medtem ko je na polih ni. Ker centrifugalna sila nasprotuje sili gravitacije, imajo predmeti na ekvatorju manjšo težo kot na obeh polih ali v njuni bližini: zemeljski pospešek g na ekvatorju meri 978,049 cm/s², medtem ko je njegova vrednost na polih 983,221 cm/s2; tako izbrano telo, katerega masa na 90° geografske širine znaša 1005 kg, na ekvatorju tehta le 1000 kg. Zaradi zmanjšanja privlačne sile jedra, ki ga tako povzroča centrifugalna sila vrtenja, so tudi snovi v notranjosti Zemlje bolj oddaljene od središča v bližini ekvatorja. Teoretsko je to utemeljil nizozemski astronom, fizik in matematik Christiaan Huygens s svojim zakonom o centrifugalni in centripetalni sili, ki sta odvisni od hitrosti vrtenja (hitrost vrtenja na polih je namreč ničelna), kasneje pa še Isaac Newton s svojim splošnim gravitacijskih zakonom. Sploščenost Zemlje, ki znaša 0,00335, je leta 1743 izračunal francoski matematik in astronom Alexis Claude Clairaut.
Obliko Zemlje so v tem in kasnejših časih preverjali tudi z merjenjem stopinj zemljepisne širine. Dolžine teh stopinj se na elipsoidu namreč razlikujejo od ekvatorja proti polu, medtem ko so na pravilni krogli vedno enake dolžine. Tako je leta 1700 Giovanni Domenico Cassini izmeril dolžino loka poldnevniške stopinje, ki je potekala od Pariza na jug; njegove meritve so pokazale, da je bila daljša od stopinje, ki je potekala na sever od Pariza. Dolžino slednje je izmeril njegov sin Jacques Cassini II., in sicer med mestoma Pariz in Dunkerque. Po takšnih podatkih bi šlo sklepati, da je Zemlja izbočena na polih in ima torej obliko, podobno jajcu. Ker je to zavračalo vse poprejšnje teorije, ki jih je postavil med drugimi Newton, se je francoska znanstvena srenja odločila, da bo opravila natančnejše meritve na nekoliko skrajnejših točkah. V ta namen so poslali dve odpravi v letih 1735 in 1736, izmed katerih je prva izmerila dolžino loka ene stopinje 110,576 km v perujskih Andih, tj. blizu ekvatorja, druga pa na Laponskem dolžino 111,948 km. Ti razmeroma natančni izmeri sta ovrgli Cassinijeve meritve stopinj ter potrdili, da je Zemlja bolj podobna mandarini kot jajcu. Zatem so strokovnjaki različnih narodnosti merili te dolžine na več različnih legah, med njimi tudi Ruđer Josip Bošković iz Dubrovnika, ki je 1750. leta precej natančno izmeril širinski lok med Rimom in Riminijem. Za razvoj merskega sistema pa so pomembne meritve francoskih strokovnjakov, opravljene med letoma 1792 in 1799. To je bil čas po francoski revoluciji, ko je bila v ljudski skupščini ob vsem drugem predlagana tudi menjava dolžinskih merskih enot. Charles de Talleyrand je tako osnoval enoto, ki bi bila 40-milijonski del poldnevniškega kroga ter bi se imenovala meter, nadomestila pa bi staro mero toise.
Nadaljnje meritve so se odvijale skozi 18. in 19. stoletje, kar je prineslo nova vedenja tudi glede vzporednikov. Meritve dolžinskih stopinj so pokazale, da njihovi loki niso enako dolgi niti na stopinjah istega vzporednika, iz česar se je porodil sklep o tem, da vzporedniki niso krogi, pač pa ravno tako nekoliko sploščene ploskve, tj. elipse. Ruski kartograf Theodor Friedrich von Schubert je to domnevo dovršil do leta 1859 in obliko Zemlje označil za troosni sferoid.

### Zemlja kot geoid
Znanstveniki, ki so znova in znova raziskovali velikost in obliko Zemlje, so do 19. stoletja dognali, da se njihove meritve na različnih koncih zemeljskega površja ne ujemajo niti ob upoštevanju tolerance napake. Tako je prišlo do nejasnosti zaradi različno hitrega nihanja nihal vzdolž istih vzporednikov, katerih težnost bi bila po zakonitostih elipsoida po celotnem krogu enaka. Takšna neskladja si je bilo moč razlagati edino z domnevo, da je sila teže na različnih točkah iste zemljepisne širine različna, slednje pa zaradi dejstva, da je razporeditev mas v Zemljini notranjosti neenakomerna. Leto 1842 je prineslo ugotovitev, da nihalo niha hitreje na obalah oceanov ali na otokih kot v notranjosti celin, kar pomeni tudi večjo silo teže na oceanskih območjih kot na območjih celin; to pa nadalje pomeni, da je gostota snovi v notranjosti planeta večja pod oceani kot pod celinami. Površina oceana na njegovem osrednjem območju je tako zaradi večje sile teže bližje središču Zemlje kot površina ob obalah. To kaže na neskladje razporeditve sile teže po Zemljinem površju, zaradi česar črte, ki povezujejo kraje z enako težo, ne potekajo kot pričakovano po vzporednikih, pač pa so naključno ukrivljene.
Zaradi naštetih odkritij izraz elipsoid v tem času ni bil več najprimernejši, zato je po Listingu leta 1873 v uporabo prišel pojem geoid. To je telo, omejeno s ploskvijo, ki je povsod pravokotna na smer sile teže; površina geoida po celinah poteka pretežno nad površino sferoida, na oceanih pa pod njo. Je razmeroma nepravilne oblike in ga znanost do danes še ni definirala z matematično enačbo. Oblika najbolj izstopa na območju Indijskega oceana južno od Indije, kjer je najti depresijo z globino −113 metrov od površja sferoida, ter na območju severno od avstralske celine, kjer najvišji vrh geoida meri 81 metrov.
Geoid je neprimeren oziroma izjemno težaven za risanje kart, zato se v kartografski in več drugih znanostih dela navezujejo na obliko referenčnega ali Zemljinega elipsoida, ki je najboljši matematično izračunljiv približek geoida. Zemljin elipsoid se uporablja kot podlaga za izdelavo zemljevidov velikih meril, astronomska preučevanja idr., večkrat pa se za potrebe različnega dela poenostavi tudi ta oblika, in sicer na obliko pravilne krogle, saj je razlika med referenčnim elipsoidom in pravilno kroglo majhna.

### Zemlja kot apioid ali kardioid
S prihodom vesoljske dobe, ko je leta 1957 v vesolje poletel prvi umetni satelit, se je pričelo novo obdobje astronomskih in zemljemerskih meritev. Poglavitna načina, s katerimi je znanost opravljala meritve na zemeljski površini s pomočjo satelitov, sta postala satelitska triangulacija in računanje poteka satelitovih tirov in nje motenj.
Na ta način so ugotovili, da sateliti potujejo po poti nepravilnih elips, kar je le potrdilo sploščenost Zemlje. Odprto pa je bilo novo vprašanje, ali sta severna in južna polobla Zemlje sploh simetrični, saj je stroka prišla do odkritja, da je prizemlje – zemeljski površini najbližja točka satelitovega tira – nad severnim polom bližji Zemlji kot nad južnim polom. To se dogaja zaradi dejstva, da je masa snovi v okolici severnega pola večja od mase snovi okoli nasprotnega pola, kar pa se sklada tudi z dejstvom, da je planet pri severnem polu izbočen in pri južnem vbočen: Zemlja spominja na obliko hruške ali narobe obrnjenega srca, iz česar izhajata poimenovanji apioid in kardioid. Takšna oblika Zemlje ima vpliv na mnogotere druge predmetnosti, tako je npr. severna poluta mnogo bolj celinska od nasprotne.